# Mesobomba
Mesobomba là một chi bướm đêm thuộc họ Geometridae.